# Петров, Владимир Владимирович
Влади́мир Влади́мирович Петро́в (30 июня 1947, Красногорск, Московская область — 28 февраля 2017, Москва) — советский хоккеист, игравший на позиции центрального нападающего. Двукратный олимпийский чемпион и 9-кратный чемпион мира. Заслуженный мастер спорта СССР (1969). Полковник.

## Спортивная карьера
Родился в рабочей семье. Как и многие будущие хоккеисты, изначально занимался русским хоккеем. Тренировки по хоккею с шайбой проводил в Тушино на базе команды «Крылья Советов» в спортивном клубе «Красный Октябрь».

### Игрок
Играл на позиции нападающего. В чемпионатах СССР провёл 553 матча и забросил 370 голов.
Выступал за ХК «Крылья Советов» (Москва) (1965—1967), ЦСКА (1967—1981), СКА (Ленинград) (1981—1983). Лучшим сезоном для него стал чемпионат СССР 1969/70, когда он забросил в 43 играх 51 шайбу, добавив к этому ещё и 21 передачу.
В ЦСКА и сборной СССР долгие годы выступал в одной тройке с Борисом Михайловым и Валерием Харламовым.
В составе сборной СССР трижды становился лучшим бомбардиром чемпионатов мира (1973, 1977 и 1979).
Был членом КПСС с 1971 года.

### Тренер и спортивный функционер
- 1983—1984 гг. — тренер хоккейного клуба СКА (Ленинград),
- 1984—1986 гг. — хоккейный функционер,
- 1986—1988 гг. — главный тренер Вооружённых сил Министерства обороны СССР по футболу,
- 1989—1990 гг. — начальник команды СКА МВО (Калинин),
- 1990—1992 гг. — председатель комитета ветеранов Федерации хоккея СССР,
- 1992—1994 гг. — президент Федерации хоккея России[3],
- 1995—1996 гг. — генеральный менеджер ХК «Спартак» (Москва),
- 1998—2000 гг. — генеральный менеджер ПХК ЦСКА (Москва),
- 2003—2005 гг. — генеральный менеджер ХК СКА (Санкт-Петербург).

С начала 2000-х годов занимался кинопродюсированием. Выступил продюсером художественного фильма «Валерий Харламов. Дополнительное время», посвящённого последним дням жизни выдающегося советского хоккеиста Валерия Харламова — 2007, режиссёр Юрий Стааль.
В 2011-12 годах вместе с Борисом Михайловым, Владиславом Третьяком, Георгием Полтавченко, Сергеем Егоровым и Артуром Чилингаровым входил в попечительский совет Международного турнира по хоккею с шайбой Arctic Cup.
В 2013—2017 годах — член ассоциации ветеранов хоккейного клуба ЦСКА (Москва). В 2013—2017 годах — президент Всероссийской общественной организации Клуб юных хоккеистов «Золотая шайба».

## Достижения
- Олимпийский чемпион (2): 1972, 1976.
- Серебряный призёр Олимпийских игр: 1980
- Чемпион мира (9): 1969—1971, 1973—1975, 1978, 1979, 1981
- Серебряный призёр ЧМ: 1972
- Бронзовый призёр ЧМ: 1977
- Чемпион Европы (8): 1969, 1970, 1973—1975, 1978, 1979, 1981
- Серебряный призёр ЧЕ (2): 1971, 1972
- Бронзовый призёр ЧЕ: 1977
  - В ЧМЕ и ЗОИ — 118 матчей, 84 гола.
  - Лучший бомбардир ЧМЕ 1973, 1977, 1979 гг.
- Обладатель Кубка Вызова 1979
- Обладатель Кубка Европы (10): 1969—1974, 1976, 1978—1980
  - В КЕ — 39 шайб.
- Чемпион СССР (11): 1968, 1970—1973, 1975, 1977—1981.
- Серебряный призёр чемпионата СССР (3): 1969, 1974, 1976
  - В чемпионатах СССР провёл 553 игры, забросил 370 шайб.
- Обладатель Кубка СССР (5): 1968, 1969, 1973, 1977, 1979.
- Финалист Кубка СССР: 1976
  - В Кубке СССР — 15 шайб.
- Победитель Спартакиады дружественных армий (Ленинград, СССР) (сборная Вооруженных сил СССР): 1975[4]
- Член Клуба Всеволода Боброва, Списков «100 бомбардиров» и «Российские бомбардиры».
- В 2006 году введён в Зал славы ИИХФ.

## Награды и звания

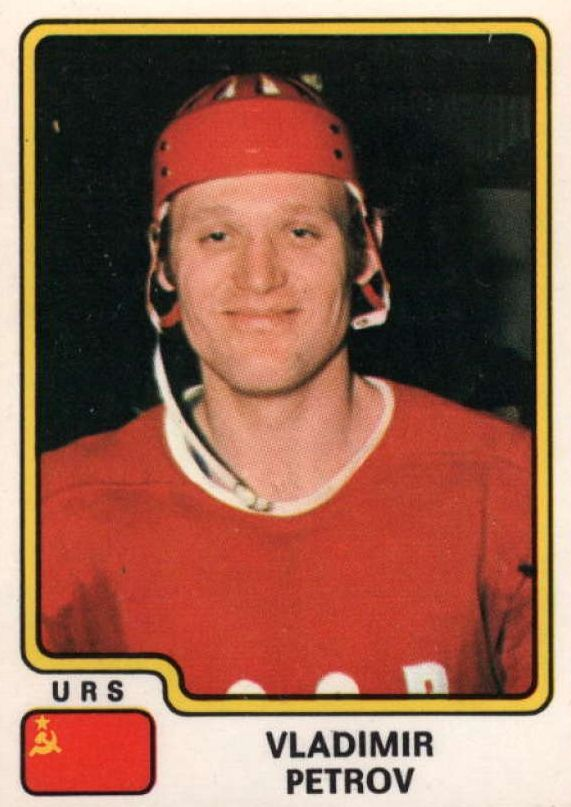
В форме сборной СССР, 1979 год

- орден «За заслуги перед Отечеством» III степени (30 июня 2007 года) — за большой вклад в развитие физической культуры и спорта и многолетнюю добросовестную работу[5]
- орден «За заслуги перед Отечеством» IV степени (26 декабря 2011 года) — за большой вклад в развитие физической культуры и спорта и многолетнюю добросовестную работу[6]
- орден Дружбы (20 декабря 1996 года) — за заслуги перед государством, большой вклад в развитие физической культуры и спорта и в связи с 50-летием отечественного хоккея[7]
- орден «Знак Почёта» (7 мая 1975 года) — за высокие спортивные достижения на чемпионате мира и Европы 1975 года и успешные выступления на международных соревнованиях[8]
- орден «Знак Почёта» (7 июля 1978 года) — за высокие спортивные достижения на чемпионате мира и Европы 1978 года по хоккею[9]
- орден «За службу Родине в Вооружённых Силах СССР» III степени
- медаль «За трудовую доблесть» (30 мая 1969 года) — за успешные выступления на первенствах мира и выдающиеся спортивные достижения[10]
- медаль «За трудовую доблесть» (3 марта 1972 года) — за высокие спортивные достижения на соревнованиях XI зимних Олимпийских игр[11]

## Смерть
Скончался 28 февраля 2017 года в московской больнице в 4 часа утра на 70-м году жизни после продолжительной болезни. Похоронен на Федеральном военном мемориальном кладбище в Мытищах.

## Память
Бюст Владимиру Петрову открыт 28 февраля 2018 года на Аллее славы ЦСКА.
28 августа 2017 года в подмосковной Опалихе, микрорайоне родного города хоккеиста Красногорска, на территории ЖК «О2» открылась спортивная площадка (хоккей, футбол) имени Братьев Владимира и Юрия Петровых. Установлены памятные таблички.
30 июня 2019 года, в 72-й год рождения прославленного советского хоккеиста, в Красногорске открылась ледовая арена и хоккейная академия имени Владимира Петрова. Президентом Академии хоккея является сын Владимира, Максим.
В честь Владимира Петрова назван главный трофей Высшей хоккейной лиги—Кубок Петрова

## Образ в кино
В российском кинематографе:
- «Валерий Харламов. Дополнительное время» (2007). Режиссёр Юрий Стааль. Роль Владимира Петрова исполнил актёр Сергей Жарков, а сам Владимир Петров вместе с партнёром по легендарной пятёрке Борисом Михайловым играет самого себя. Владимир Петров является продюсером фильма.
- «Легенда № 17» (2013). Режиссёр Николай Лебедев. Роль хоккеиста Владимира Петрова исполнил актёр Артём Федотов.